# Gaciano de Tours
Gaciano de Tours, en francés Gatien o Cassien, en latín Gatianus, Catianus o Gratianus (no debe confundirse con otros personajes denominados Graciano o Casiano), fue el primer obispo de la ciudad de Tours; según una tradición piadosa recogida por Gregorio de Tours (Historia de los francos, I, 30), y de historicidad discutida.
Según la misma fuente, habría sido enviado en misión evangelizadora por el papa Fabiano, hacia el año 250, durante las persecuciones del emperador Decio, junto con los conjuntamente denominados siete apóstoles de las Galias (de los que únicamente Saturnino de Tolosa es nombrado en una Passio anterior). A Gaciano le habría correspondido la zona de la Turena. Tras desarrollar su actividad durante unos cincuenta años, en medio de una fuerte oposición por parte de la población local, que le obligaba a predicar y celebrar el culto en catacumbas, habría muerto a finales del siglo III o comienzos del siglo IV.
Se le venera como santo, y su festividad es el 18 de diciembre. Se le considera patrón de los constructores de catedrales.
Siempre según San Gregorio, venerado ya como santo San Gaciano, Martín de Tours (el tercer obispo, de finales del siglo IV), que le adquirió gran devoción y rezaba ante su tumba, habría trasladado sus restos desde el cementerio cristiano donde habría sido enterrado inicialmente (y de cuya localización no hay noticias) hasta la basílica fundada por Lidorio (Litorius, el segundo obispo, de mediados del siglo IV), junto con los restos de éste, cerca de la posterior iglesia de Notre-Dame la Riche.
Se han pretendido situar las catacumbas de Gaciano en la cripta de la iglesia de Santa Radegunda o en una gruta de la abadía de Marmoutier (Sainte-Radegonde-en-Touraine). También se ha utilizado la etimología popular para identificar los lugares de Sepmes y Huismes como la séptima y octava iglesia fundadas por Gaciano; aunque los nombres identificables (en los siglos IX y X respectivamente) son, para el primero Septimum (por situarse a siete millas de la frontera entre turones y pictones) y para el segundo Oximensis villa (de Uxisama, "la muy alta" o "la muy hermosa").
La catedral de Tours lleva desde el siglo XIV su advocación; antes llevaba la de San Mauricio. La razón de tal cambio, que se hizo gradualmente con el transcurso de los siglos, se ha atribuido a la voluntad de los obispos de Tours de asentar su prestigio frente a la basílica de San Martín recurriendo a un santo muy anterior y del que éste habría sido devoto. También por esa época, para incrementar su antigüedad y prestigio, se eleva a Gaciano a la categoría de discípulo directo de Cristo, que habría llegado a las Galias en el siglo I.
En el número 12 de la rue Georges-Courteline de Tours se construyó la llamada crypte de Saint-Gatien, sobre la que en 2014 se erigió una estatua.